# Казка на ніч (фільм, 1964)
Казка на ніч (англ. Bedtime Story) — американська кінострічка-комедія 1964 року режисера Ральфа Леві.
У фільмі грали Марлон Брандо, Дейвід Нівен та Ширлі Джонс.
«Казка на ніч» стали основою до двох римейків: «Неприторенні шахраї» 1988 р. (де грали Стів Мартін і Майкл Кейн) і «Шахрайки» 2019 р. (де грали Енн Гетевей і Ребел Вілсон).

## Акторський склад
| Актор          | Роль              |
| -------------- | ----------------- |
| Ільс Тауринс   | Хільда            |
| Сінтія Лінн    | Фрида             |
| Марлон Брандо  | Фреді Бенсон      |
| Доді Гудмен    | Фанні Юбенк       |
| Перлі Баер     | Вільямс           |
| Генрі Слейт    | Сеттлер           |
| Мері Віндзор   | місіс Саттон      |
| Френ Робінсон  | міс Харрінгтон    |
| Ребекка Сенд   | міс Трамбл        |
| Девід Нівен    | Лоуренс Джеймісон |
| Норман Олден   | Дубін             |
| Франсін Йорк   | Джина             |
| Ширлі Джонс    | Дженет Вокер      |
| Сюзанна Крамер | Ана               |
| Арам Стефан    | Андре             |